# Maud Barger-Wallach
Maud Barger-Wallach (ur. 15 czerwca 1870 w Nowym Jorku, zm. 2 kwietnia 1954 w Baltimore) – amerykańska tenisistka.

## Życiorys
Największe sukcesy osiągnęła po 30. roku życia, kontynuując karierę jeszcze przez kilkanaście lat. W 1906 dotarła po raz pierwszy do finału mistrzostw USA (obecne US Open), ulegając Helen Homans 4:6, 3:6. Dwa lata potem, w wieku 38 lat, wygrała ten turniej, po zwycięstwie nad Marie Wagner 4:6, 6:1, 6:3 w finale turnieju eliminacyjnego oraz nad Evelyn Sears 6:3, 1:6, 6:3 w finale głównym. Nie obroniła tytułu w 1909, przegrywając zdecydowanie z Hazel Hotchkiss Wightman 1:6, 0:6. W 1912 była w finale turnieju deblowego mistrzostw USA; jeszcze w 1916 dotarła w tym turnieju do ćwierćfinału w grze pojedynczej.
Była jedną z inicjatorek stworzenia rankingu kobiecego w tenisie amerykańskim (1913); w 1915 figurowała na pozycji nr 5 tej klasyfikacji, w 1916 nr 10. Wygrywając mistrzostwa USA w 1908 stała się na kilkanaście lat najstarszą zwyciężczynią jednego z późniejszych turniejów wielkoszlemowych; starsza była triumfatorka mistrzostw USA w 1926 Molla Mallory (42 lata).
W późniejszych wspomnieniach Barger-Wallach wspominała swoją karierę jako „nie wspaniałą, ale za to szczęśliwą”. Jej pogromczyni w finale mistrzostw USA 1909 Hotchkiss Wightman jako źródło swojego sukcesu wskazywała słaby backhand przeciwniczki, chwaląc zarazem forhend.
Po zakończeniu aktywnej kariery zawodniczej wielokrotnie uczestniczyła w turniejach weteranów, szczególnie chętnie w Newport (Rhode Island). Tam też została pochowana, a w 1958 jej nazwisko wpisano do Międzynarodowej Tenisowej Galerii Sławy (także z siedzibą w Newport).